# Dichaetomyia yapensis
Dichaetomyia yapensis este o specie de muște din genul Dichaetomyia, familia Muscidae, descrisă de John Otterbein Snyder în anul 1965. Conform Catalogue of Life specia Dichaetomyia yapensis nu are subspecii cunoscute.